# Inmigración húngara en Uruguay
La inmigración húngara en Uruguay (en húngaro: Uruguayi magyarok) es el asentamiento de población de origen magiar en territorio uruguayo

## Historia
Durante la primera mitad del siglo XIX, ya existían húngaros afincados en Uruguay, entre los que destaca Francisco José Debali (Debály Ferenc József), compositor de la música del Himno Nacional.
La inmigración húngara en Uruguay se inició en las últimas décadas del siglo XIX, con la llegada de aproximadamente 7.000 magiares; el grupo se convirtió en una minoría étnica en la sociedad uruguaya. No obstante, la mayor afluencia de inmigrantes húngaros se dio en la década 1930.
En 1925 se creó la Sociedad de Trabajadores de Lengua Húngara en Uruguay, cuyos miembros gozaron de cierta influencia dentro del Partido Comunista. A su vez, en 1936 se estableció el Hogar Húngaro del Uruguay (en húngaro: Uruguayi Magyar Otthon), con el objetivo de reunir a la comunidad, así como mantener y difundir la cultura y lengua magiar.
Con la oleada de antisemitismo que siguió a la instauración del régimen de Miklós Horthy como regente de Hungría en 1920, así como la crisis económica provocada por la obligación de reparaciones de la Primera Guerra Mundial, se produjo la emigración judíos húngaros al continente americano; a Uruguay arribaron poco más 4.500, siendo en su mayoría hombres.A partir de 1932, y hasta 1945, se dio la llegada de judíos que ya contaban con familiares en el país, por lo cual hubo un predominio de mujeres. En 1932, los judíos húngaros se agruparon para crear la Sociedad Israelita Húngara del Uruguay, que años más tarde se uniría a otras comunidades para formar el Comité Central Israelita del Uruguay.
Entre las víctimas del Holocausto en el marco de la Segunda Guerra Mundial se encuentra Ana Bálog, una niña uruguaya nacida en Montevideo, e hija de Segismundo Bálog y Kornelia Frenkel —ambos húngaros— , que cuando se encontraba en Hungría fue deportada a Auschwitz, donde murió. Por consiguiente, se convirtió en la única persona uruguaya víctima de los nazis.
En los años posteriores al conflicto, arribaron a Uruguay 177 judíos húngaros. Asimismo, entre 1956 y 1957 —coincidiendo con el ascenso al poder de Imre Nagy y la invasión soviética a Hungría tras la revolución de 1956—, se afincaron 52 individuos en el país. La familia noble Batthyány posee una rama en Uruguay.